# Три мушкетёра (телесериал, Корея)
Три мушкетёра (кор. 삼총사, Samchongsa) — историко-приключенческий южнокорейский телесериал 2014 года по мотивам романа Александра Дюма «Три мушкетёра»; сюжет перемещён в Чосон на территории современного Китая и Кореи во время правления вана Инджо (1623—1649).

## Информация о сериале
Действие в сериале происходит в эпоху Чосон; главные герои Ан Минсо и Хо Сынпхо служат в гвардии наследного принца Сохёна; а молодому Пак Даль Хяну ещё предстоит пройти посвящение в воины.
Первый сезон, состоящий из 12 эпизодов, был показан телеканалом tvN с 17 августа по 2 ноября 2014 года по воскресениям в 21:00 по корейскому времени. Бюджет на съёмки составил 10 миллионов долларов; в производство запущены ещё два сезона.

## В ролях
- Чон Ёнхва[англ.] — Пак Даль Хян[4] (прототип — Д’Артаньян)
- Ли Джинук — принц Сохён[англ.] (прототип — Атос)
- Ян Донгын — Хо Сынпхо (прототип — Портос)
- Чон Хэин — Ан Минсо (прототип — Арамис)
- Со Хёнджин[англ.] — Кан Юнсо[5] (прототип — Анна Австрийская)
- Ю Инён[англ.] — Чо Мирён (прототип — Миледи Винтер)
- Ким Мёнсу — Король Инджо (прототип — Людовик XIII)
- Пак Ёнгю[англ.] — Ким Джаджом[англ.] (прототип — кардинал Ришельё)
- Чон Номин[англ.] — Чхве Мёнгиль[англ.] (прототип — де Тревиль)
- Ким Сонмин[англ.] — Ингульттаи[кор.] (прототип — герцог Бекингем)

## Рейтинги
| № эпизода | Дата             | Название                                    | Рейтинг |
| --------- | ---------------- | ------------------------------------------- | ------- |
| 1         | 17 августа 2014  | First Encounter                             | 1,82 %  |
| 2         | 24 августа 2014  | The Three Musketeers                        | 1,386 % |
| 3         | 31 августа 2014  | Secret Mission                              | 1,461 % |
| 4         | 7 сентября 2014  | Protect the Neck of Enemy General Ingguldai | 0,987 % |
| 5         | 14 сентября 2014 | A Duel                                      | 1,088 % |
| 6         | 21 сентября 2014 | Commander Kim Ja-jeom                       | 1,007 % |
| 7         | 28 сентября 2014 | Mi-ryung and Hyang-sun                      | 1,157 % |
| 8         | 5 октября 2014   | The Crown Princess’ Desire                  | 0,794 % |
| 9         | 12 октября 2014  | Immediate Execution                         | 1.03 %  |
| 10        | 19 октября 2014  | One for All, All for One                    | 1,37 %  |
| 11        | 26 октября 2014  | Kiss                                        | 1,758 % |
| 12        | 2 ноября 2014    | Letter from Mainland                        | 1,96 %  |

Примечания: телесериал транслировался по платному кабельному каналу, имеющему меньшее количество зрителей, чем государственные каналы.